# Ipueiras (Tocantins)
Ipueiras é um município brasileiro do estado do Tocantins. Localiza-se a uma latitude 11º14'19" sul e a uma longitude 48º27'48" oeste, estando a uma altitude de 237 metros. Sua população estimada em 2004 era de 1 177 habitantes.
Possui uma área de 816,565 km².